# Seliszte (obwód Gabrowo)
Seliszte (bułg. Селище) – wieś podlegająca administracyjnie pod obszar wsi Stokite, w środkowej Bułgarii, w obwodzie Gabrowo, w gminie Sewliewo. Według danych Narodowego Instytutu Statystycznego, 31 grudnia 2011 roku wieś liczyła 137 mieszkańców.

## Przyroda
Górska miejscowość otoczona niezdegradowanymi lasami. W okolicznych lasach występują dziki, jelenie, niedźwiedzie, sarny, zające oraz gatunki ptaków znajdujące się na czerwonej liście, także mnóstwo gatunków roślin zielnych. Niedaleko znajduje się Park Narodowy Centralny Bałkan. Stąd widoczne są szczyty Botew, Kademlija oraz Maragidik. W ostatnich latach obszar przyciąga wielu turystów. Nie ma tu hoteli, lecz istnieją małe gospodarstwa agroturystyczne.

## Osoby związane ze Seliszte
- Petyr Cankow – ksiądz